# 万引き防止システム

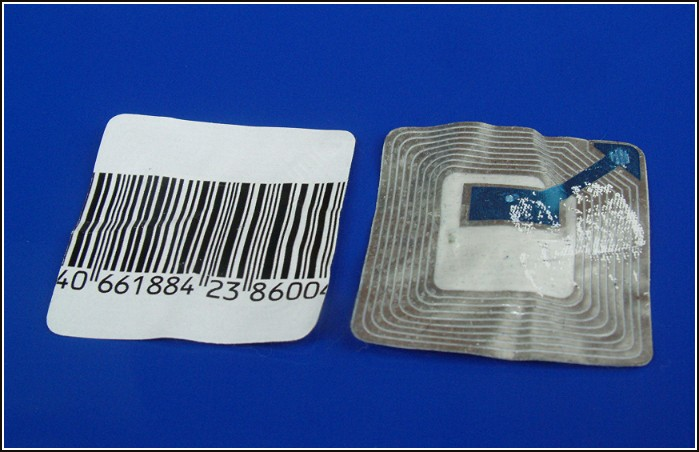
RFIDのラベル

万引き防止システム（まんびきぼうしシステム）とは、店内の精算済みでない商品を持ち出す行為、すなわち万引き(商品窃盗)が行われたときに、警報音などで知らせるシステムである。
欧米において「英語: Electronic Article Surveillance」の頭文字からEASと呼ばれており、日本においてもこれをEAS機器や直訳して「電子式商品監視装置」、「電子式物品監視装置」、「電子式商品監視機器」とも呼ばれる。機能としては、商品に専用のタグを取り付け、精算レジにて正規に代金を支払えば、その場でタグを取りはずすか、タグを不活性化する処理をおこなう。不正に商品を持ち出そうとすれば、未処理のタグを検知して警報音を鳴らすなどして、異常を管理者に知らせる。
レンタルビデオ店、ドラッグストアや家電量販店などの様々な業態の小売店や図書館などで採用されている。

## システム構成
次の3つの要素でシステムが構成される。
1. 出入り口や通路に設置して、監視ゾーンを構成する検出装置
2. 商品に貼り付けるラベルタグや電子式のハードタグ
3. ラベルを電気的に無効にする消去器やタグをはずす解除器

## システムの方式
電子式商品監視装置は技術方式の違いから大きく、音響磁気方式、電波方式、磁気方式および自鳴方式の4種類に区分される。

### 音響磁気方式
タグはアモルファス金属製の薄板が複数枚並行に並べられた構造で、58kHz - 60kHzの電波に共振するように作られている。発信アンテナから電波を非常に短い不規則な間隔でONとOFFを切り替えて出し、タグは発信アンテナからの電波を受けて共振し、タグ自ら微弱電波を出す。この減衰しながら出る電波を受信アンテナが検出する。共振するはずがない時間（発信アンテナがOFFになっている時間）にタグからの電波と同一の周波数の電波が受信されたとき、ノイズと判断して誤作動をさけるよう感度を調整する。受信アンテナではタグから出てくる減衰した電波の時間的な間隔、周波数及び減衰具合を見てタグか別な物かを判断する。

### 電波方式
RF方式の専用タグはコイルとコンデンサーにより構成されており、LC共振回路を応用した電子式物品監視装置である。送信アンテナから発せられる4.6MHz - 10.5MHzの任意の電波放射をタグが受け共振してこれを再放射するが、その際位相の変化による歪が発生する。これを検知し警報音を鳴動させる。

### 磁気方式
保磁力の非常に小さな磁性材料（軟磁性体）を検出対象とし、それに200Hz - 14kHzの交番磁界を掛けることにより発生する連続的な磁化極性の反転により生ずるパルス状の磁場の歪みを検出する方式が標準的な構成である。使用する軟磁性体はメーカーにより使用する材料の組成が少し異なるが、鉄系やコバルト系アモルファスを用いたリボン状の材料が主流である。一部ワイヤ状や網膜フィルムを使用したものもある。

### 自鳴方式
商品に貼りつけられるタグには、特定の周波数の交流磁場を検出して警報音を発する機能とタグがはずされると警報音を発する機能がある。精算レジなどでタグをはずさずに出入口のアンテナを内蔵したゲートに近づくと、ゲートが発信している特定の周波数の交流磁場に反応し警告音を鳴らす。
また、タグが警報を発すると同時に、タグが微小磁界を発生し、それをゲート側で検出することで、ゲートから警報を発する機種もある。アンテナを形成する磁場には連続した交流磁場及び間欠（バースト）の交流磁場がある。使用する周波数帯は22kHz～37.5kHzであったが、近年では58kHz（音響磁気方式）や8.2MHz（電波方式）へも拡大している。

## ペースメーカーへの影響
電子式商品監視機器から放射される電磁界によって心臓ペースメーカーが誤作動する事例が報告されているから懸念する声もある。総務省は 平成15年度の「電波の医用機器等への影響に関する調査」を行った結果として、電子式商品監視機器から発射される電波が植込み型の医用機器（心臓ペースメーカ及び除細動器）に及ぼす影響については、通路の中央を普通に通過すれば、影響は最小限で問題無いと確認している。